# Олби, Эдвард
Э́двард О́лби (англ. Edward Albee; 12 марта 1928, Вашингтон — 16 сентября 2016, Монток) — американский драматург.

## Биография
Эдвард Олби родился 12 марта 1928 года в Вашингтоне. Через две недели и спустя после рождения был усыновлен семьёй богатого владельца театральных залов, Ридом и Фрэнсис Олби. Окончил школу Чоат и немногим более года посещал Тринити-колледж в Хартфорде (шт. Коннектикут). Затем обосновался в Нью-Йорке, перебиваясь случайными заработками, служил клерком, барменом, продавцом книг и пластинок, работал для радио, хотя материально был обеспечен. Жил в Гринвич-Виллидж, пробовал себя в поэзии и прозе. Как драматург дебютировал в 1959 году, позднее выступал в поддержку перспективных драматургов через объединение Олби-Барр-Уайлдер.
В 1960 году выпустил первый сборник пьес, обозначив в предисловии к нему установку на «Необычное. Невероятное. Неожиданное».
Является представителем так называемого «театра абсурда». Немотивированные столкновения персонажей и натуралистичные сценические эффекты передают в пьесах Олби бессмысленность современной жизни.
В них заметно влияние Э. Ионеско, и Олби охотно признаёт, что многим обязан французскому драматургу. За пьесу «Неустойчивое равновесие» (англ. A Delicate Balance, 1966) получил ежегодную премию «Тони» и Пулитцеровскую премию (1967); в 1975 получил Пулитцеровскую премию за «Морской пейзаж» (англ. Seascape, 1975), в 1994 — за пьесу «Три высокие женщины» (англ. Three Tall Women, 1994), которая удостоилась также ряда наград, присуждаемых критиками-театроведами.
Творчество Олби говорит об одиночестве людей и их неспособности к взаимопониманию. В остроумных, живых диалогах писатель изображает человеческое общение как борьбу за самоутверждение. Наиболее ярко она воплощена в пьесе «Кто боится Вирджинии Вулф?» (англ. Who’s Afraid of Virginia Woolfe?, 1962, премия «Тони»), где университетский профессор и его озлобленная жена на протяжении всего действия словесно распинают друг друга и двух несчастных гостей. Многообразие творческой манеры Олби выявляют такие разные пьесы, как метафизическая аллегория «Крошка Алиса» (англ. Tiny Alice, 1964), отвечающая требованиям сюжетной драмы, и «Ящик и цитаты из председателя Мао» (Box — Mao — Box, 1968), где речь персонажей на сцене и бесплотные закулисные голоса скорее переплетаются, как музыкальные темы в контрапункте, нежели выстраиваются в сколько-нибудь связный диалог.
Ранние одноактные пьесы Олби, в отличие от более поздних трёхактных, были сначала поставлены в Европе, где их высоко оценили, и уже потом в США. Кроме перечисленных, Олби написал также пьесы «Что случилось в зоопарке» (англ. The Zoo Story, 1959), «Смерть Бесси Смит» (англ. The Death of Bessie Smith, 1960), «Фэм и Йем» (Fam and Yam, 1960), «Американская мечта» (The American Dream, 1961), «Дама из Дюбука» (англ. The Lady from Dubuque, 1977) и «Человек с тремя руками» (англ. The Man With Three Arms, 1983). Ему принадлежат инсценировки «Баллада о невесёлом кабачке» (англ. The Ballad of the Sad Cafe, 1963) по повести Карсон Мак-Калерс, «Малькольм» (англ. Malcolm) по роману Дж. Парди, «Завтрак у Тиффани» (англ. Breakfast at Tiffany’s, 1966) по повести Трумена Капоте, переработка пьесы английского драматурга Джайлза Купера «Все в саду» (Everything in the Garden, 1967) и «Лолита» (англ. Lolita, 1979) по роману В. В. Набокова, «Пьеса про младенца» (англ. The Play About the Baby, 2000) и другие. Одно из последних произведений Олби — «Me, myself and I» (с англ. — «Я, я сам и моя персона») было поставлено в Нью-Йорке в 2010 году.
Эдвард Олби скончался 16 сентября 2016 года после непродолжительной болезни в своём доме в пригороде Нью-Йорка. Ему было 88 лет.
Личная жизнь
С 1971 года Эдвард Олби жил с канадским скульптором, Джонатаном Томасом, который скончался в 2005 году.
Олби не скрывал своей гомосексуальности. В то же время он открещивался от таких ярлыков, как «писатель-гей». В своей речи, получая награду от ЛГБТ-организации под названием Lambda Literary Foundation, Олби, в частности, заявил, что он «не писатель-гей, а писатель, который оказался геем».

## Пьесы
- Что случилось в зоопарке (The Zoo Story, 1958; на русском языке пьеса публиковалась в переводе Н. К. Тренёвой[11])
- Смерть Бесси Смит (The Death of Bessie Smith, 1959; на русском языке пьеса публиковалась в переводе Н. К. Тренёвой[11])
- Песочница (The Sandbox, 1959)
- Фэм и Йем (Fam and Yam, 1959)
- Американская мечта (The American Dream, 1960)
- Кто боится Вирджинии Вулф? / «Не боюсь Вирджинии Вулф» Архивная копия от 28 сентября 2007 на Wayback Machine (Who’s Afraid of Virginia Woolfe?, 1961—1962; на русском языке пьеса публиковалась в переводе Н. А. Волжиной[11])
- Баллада о невесёлом кабачке (The Ballad of the Sad Cafe, 1963; по повести Карсон Маккалерс)
- Крошка Алиса (Tiny Alice, 1964)
- Малкольм (Malcolm, 1965; по роману Джеймса Парди)
- Неустойчивое равновесие (A Delicate Balance, 1966)
- Завтрак у Тиффани (Breakfast at Tiffany’s, 1966; по роману Трумена Капоте)
- Всё в саду (Everything in the Garden, 1967)
- Ящик и цитаты из председателя Мао Цзэдуна (Box and Quotations from Chairman Mao Tse-Tung, 1968)
- Всё кончено (All Over, 1971; на русском языке пьеса публиковалась в переводе Н. М. Демуровой[11])
- Морской пейзаж (Seascape, 1974)
- Слушая (Listening, 1975)
- Подсчитывая пути (Counting the Ways, 1976)
- Дама из Дюбюка (The Lady from Dubuque, 1977—1979)
- Лолита (Lolita, 1981; по роману Владимира Набокова)
- Человек с тремя руками (The Man With Three Arms, 1981)
- Найдя солнце (Finding the Sun, 1983)
- Пьеса о браке (Marriage Play, 1986—1987)
- Три высокие женщины (Three Tall Women, 1990—1991)
- Пьеса Лорки (The Lorca Play, 1992)
- Фрагменты (Fragments, 1993)
- Пьеса о младенце (The Play About the Baby, 1996)
- Оккупант (Occupant, 2001)
- Коза, или Кто такая Сильвия? (The Goat, or Who Is Sylvia?, 2002)
- Тук! Тук! Кто там!? (Knock! Knock! Who’s There!?, 2003)
- Питер и Джерри (Peter & Jerry, 2004). Акт первый: Домашняя жизнь; Акт второй: Что случилось в зоопарке (с 2009 — Дома в зоопарке / At Home at the Zoo)
- Я как таковой и я (Me Myself and I, 2007)

## Награды
- «Кто боится Вирджинии Вулф?» (Who’s Afraid of Virginia Woolfe?, 1962), премия «Тони»
- За пьесу «Неустойчивое равновесие» (A Delicate Balance, 1966) получил ежегодную премию «Тони» и Пулитцеровскую премию (1967)
- В 1975 получил Пулитцеровскую премию за «Морской пейзаж» (Seascape, 1975)
- В 1994 — за пьесу «Три высокие женщины» (Three Tall Women, 1994), которая удостоилась также ряда наград, присуждаемых критиками-театроведами
- В 1996 Олби получил награду Центра Кеннеди за плодотворно прожитую жизнь
- В 1997 президент Б. Клинтон вручил ему Национальную медаль за достижения в области искусства
- В 2000 году пьеса «Коза, или Кто такая Сильвия?» была выдвинута на премию «Тони»

## Экранизации
- «Кто боится Вирджинии Вулф? (фильм, 1966)»;
- «Кто боится Вирджинии Вулф? (фильм-спектакль, 1992)».